# Malbuisson
Malbuisson es una comuna y población de Francia, en la región de Franco Condado, departamento de Doubs, en el distrito y cantón de Pontarlier.
Está integrada en la Communauté de communes du Mont-d'Or et des Deux Lacs.

## Referencias

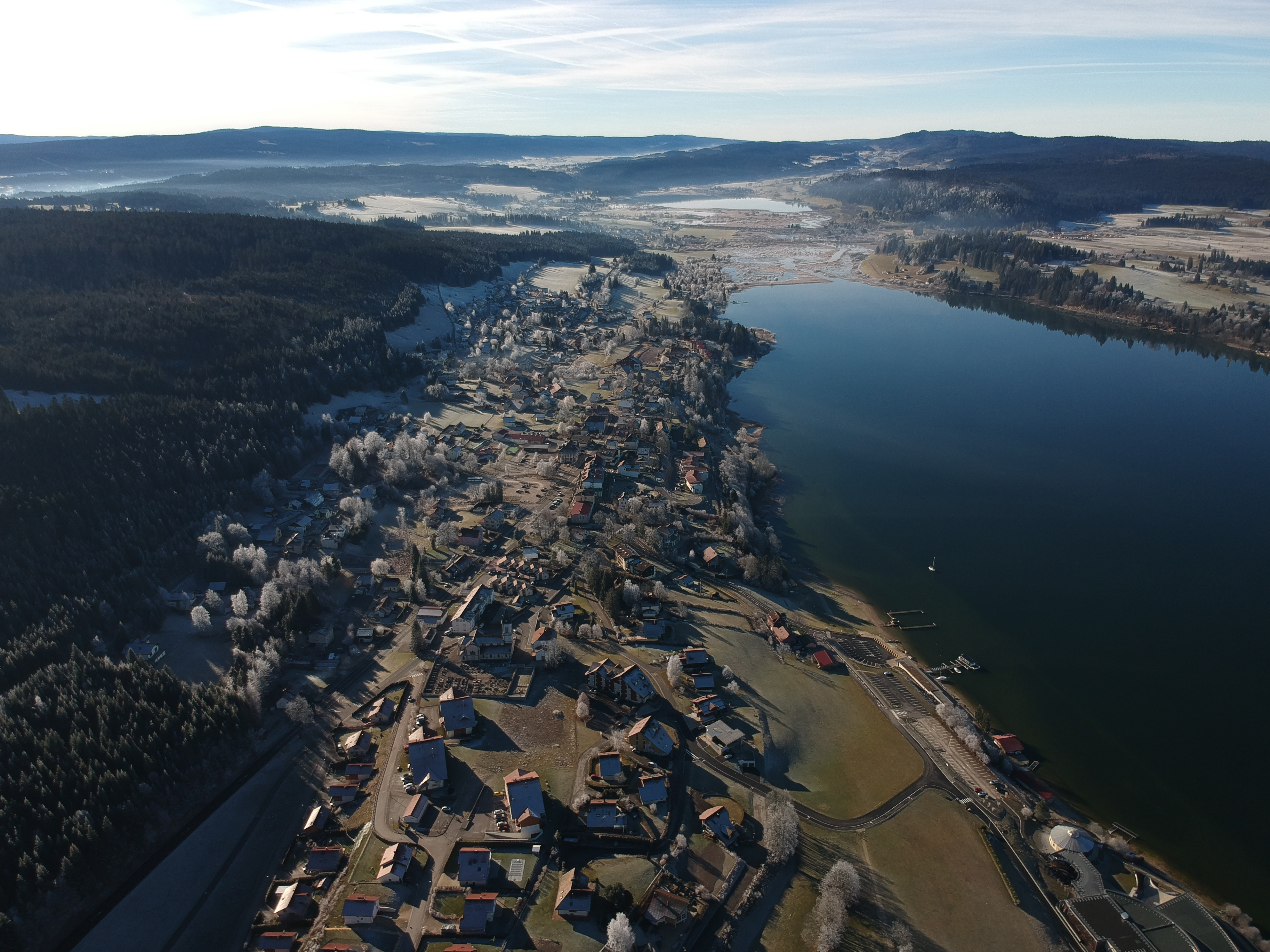
Vista aérea de Malbuisson a principios de invierno

## Demografía
| 146 | 156 | 136 | 153 | 164 | 159 | 167 | 171 | 177 | 242 | 287 | 231 | 264 | 277 | 282 | 260 | 235 | 279 | 262 | 270 | 291 | 272 | 283 | 269 | 318 | 345 | 284 | 267 | 298 | 335 | 366 | 400 | 500 | 716 |
| Para los censos de 1962 a 1999 la población legal corresponde a la población sin duplicidades (Fuente: INSEE [Consultar]) |     |     |     |     |     |     |     |     |     |     |     |     |     |     |     |     |     |     |     |     |     |     |     |     |     |     |     |     |     |     |     |     |     |